# 長野県道209号沢渡高遠線

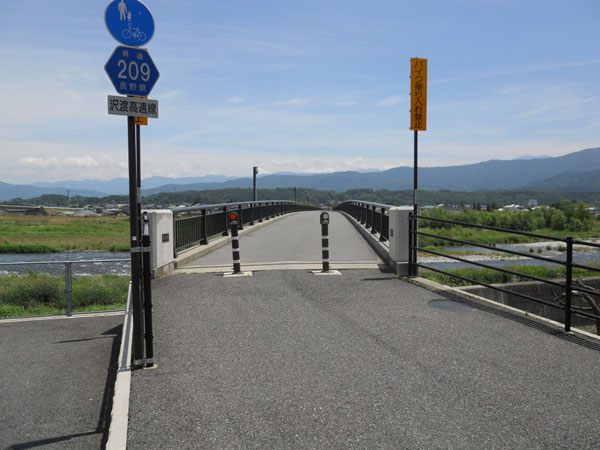
長野県道209号殿島橋

長野県道209号沢渡高遠線（ながのけんどう209ごう さわんどたかとおせん）は、長野県伊那市を通る一般県道。

## 概要
起点の沢渡交差点から天竜川を渡る殿島橋は歩行者・自転車専用となっており、自動車で天竜川を渡る場合にはその北にある春近大橋を渡る必要がある。

### 路線データ
- 起点：伊那市西春近（沢渡交差点、国道153号・長野県道146号南箕輪沢渡線交点）
- 終点：伊那市高遠町小原（小原交差点、国道152号交点）

## 交差する道路
- 国道153号（沢渡交差点、起点）
- 長野県道146号南箕輪沢渡線（沢渡交差点、起点）
- 長野県道488号車屋大久保線（中殿島交差点）
- 長野県道18号伊那生田飯田線（原新田交差点）
- 長野県道210号西伊那線（伊那市高遠町上山田字押出）
- 国道152号（小原交差点、終点）

## 周辺
- 殿島橋
- 伊那市立春富中学校
- 殿島団地
- 富県郵便局
- 仙醸 (酒造メーカー)
- JA上伊那東部支所
- ニシザワ高遠食彩館
- 長野県高遠高等学校